# My Best Friend's Exorcism
My Best Friend's Exorcism (titulada en España e Hispanoamérica como El exorcismo de mi mejor amiga) es una película estadounidense de terror sobrenatural de 2022 dirigida por Damon Thomas, con un guion escrito por Jenna Lamia, basado en la novela del mismo nombre de Grady Hendrix. La película esta protagonizada por Elsie Fisher, Amiah Miller, Cathy Ang and Rachel Ogechi Kanu. La película tiene un estreno previsto para el 30 de septiembre de 2022 en Prime Video.

## Reparto
- Elsie Fisher como Abby
- Amiah Miller como Gretchen
- Cathy Ang como Glee
- Rachel Ogechi Kanu como Margaret

## Producción

### Desarrollo
En noviembre de 2018, se anunció que Endeavour Content había ganado los derechos de adaptación cinematográfica del libro de Hendrix. Christopher Landon y Ellen Goldsmith-Vein fueron anunciados como productores. Damon Thomas fue anunciado como director. El 9 de abril de 2021, se anunció que Elsie Fisher, Amiah Miller, Cathy Ang y Rachel Ogechi Kanu se habían unido al reparto de la película.

### Filmación
La fotografía principal comenzó a principios de abril de 2021 en Georgia.

## Recepción
En el sitio web de revisión y reseñas Rotten Tomatoes, la película obtuvo un índice de aprobación del 50% sobre la base de 20 reseñas, con una calificación promedio de 6.0/10. En Metacritic, la película obtuvo un puntaje promedio de 57 sobre 100, basado en 11 críticas, lo cual indica "reseñas mixtas o promedio”.